# クラホヴェの戦い
クラホヴェの戦い（クラホヴェのたたかい）は、ロシア軍およびドンバス分離主義勢力とウクライナ軍との間で起きたドネツィク州ポクロウシク地区クラホヴェを巡る戦いである。クラホヴェは要衝ポクロウシクの約64キロ南に位置する。
2024年10月15日、ロシア軍の機械化部隊がクラホヴェ貯水池の東岸に位置する寒村、オストリヴシュケを占領した。
10月16日にはロシア軍がクラホヴェの東端に到達し、戦闘が開始された。
セリドベ・ヒルニクを占領した後、ロシア軍は重要な兵站拠点であるクラホヴェを包囲する作戦を開始した。ロシア軍はセリドベからクラホヴェ貯水池に向けて南下した。ロシア軍は北(セリドベ・ヒルニク方面)、南(ヴフレダール方面)、東(クラスノホリフカ方面)の三方向から殺到している。ロシア軍はセリドベの西、ポクロフスクとクラホヴェを結ぶ主要道路に向けて攻撃を行っている。
WarTranslated(Dmitri)によると、ロシア軍が占領した村に侵入したウクライナ軍戦車が、ロシア兵が拠点としていた複数の家屋を攻撃・破壊したと指摘している。ウクライナ軍の戦車2両がロシア兵の拠点を砲撃し、無人航空機（UAV）を撃墜した。
11月20日にはクラホヴェ東部市街地をロシア軍が占領し、その後はロシア軍とウクライナ軍の激しい戦闘が繰り広げられたが12月13日にロシア軍は市街地の大半を占領。同月28日には市街地全域が陥落した。ウクライナ軍は火力発電所に退却したがロシア軍の進撃を食い止めることはできず翌年の2025年1月5日、ロシア軍が市内西郊外の機械工場を占領しウクライナ軍は市街地から追い出されるように撤退したことによりクラホヴェは陥落しロシア軍の勝利となった。ロシア軍が勝利したことによりウクライナが10年の歳月をかけて作り上げた巨大な要塞が陥落した。これによりウクライナ軍はドネツク市への砲撃手段を失った。

## 戦闘の経過

### 両軍の交戦（2024年10月15日 - 2025年1月5日)
10月下旬にロシア軍は新たな強力な攻勢を開始した。ウクライナがヴフレダ―ルを失い後退した。ロシア軍はシャフタルスケとボホヤヴレンカの2つの村を占領した。その直後、シャフタルスケの北にあるヤスナ・ポリャーナも陥落した。ボホヤヴレンカとシャフタルスケの間に位置するノヴォウクラインカの戦いは現在進行中だ。全体として、ロシア軍は北に8〜10キロ前進したとされている。
ウクライナ軍司令部は、第128山岳突撃旅団の部隊をザポリージャからシャフタールスケに再配置した。
11月20日、クラホヴェ市街地東部の工場において、ロシア国旗を掲げる兵士の姿が確認された。
これまでのところ、ロシアの進撃を止めることはできていない。クラホヴェを失えば、ドンバス南部の防衛は非常に厳しいものになる。
12月13日、ロシア軍兵士が市内中心部の西端にある市議会で国旗を掲げる姿が確認された。12月28日にはロシア軍が市街地のほとんどを掌握し市内に残っている最後のウクライナ軍の拠点である火力発電所に向けて攻撃を開始した。　　　　　
12月31日、ロシア軍兵士がクラホヴェ西郊外の製鉄所に国旗を掲げる様子が確認され翌日の2025年1月1日にロシア軍が市街地の全域とクラホヴェ火力発電所の半分を占領した。
2025年1月2日、ロシア軍が火力発電所全域を制圧し市西端の製鉄工場まで進軍した。
1月5日、ロシア軍兵士が市内西郊外の機械工場西端で国旗を掲げる姿が確認された。これによりクラホヴェは事実上陥落した。
1月6日ロシア国防省はドネツク州クラホヴェの占領を発表し、「ドネツク地方での進軍ペースを加速できる」と述べた。